# Barbara Torelli
Barbara Torelli (Montechiarugolo, 1475 circa – Bologna, dopo il 7 novembre 1533) appartenente a una famiglia della piccola nobiltà emiliana, sposò il capitano di ventura Ercole Bentivoglio e frequentò le raffinate corti rinascimentali di Mantova e Ferrara, dove conobbe, tra gli altri, Isabella d'Este, Lucrezia Borgia e il letterato e cortigiano Ercole Strozzi che, divenuto il suo secondo marito, fu misteriosamente ucciso pochi mesi dopo il matrimonio.
Per quanto non avesse mai coltivato la poesia, le fu attribuito un sonetto, scritto in memoria del marito assassinato, che ebbe notevole fortuna per la fine eleganza dei suoi versi.

## Biografia

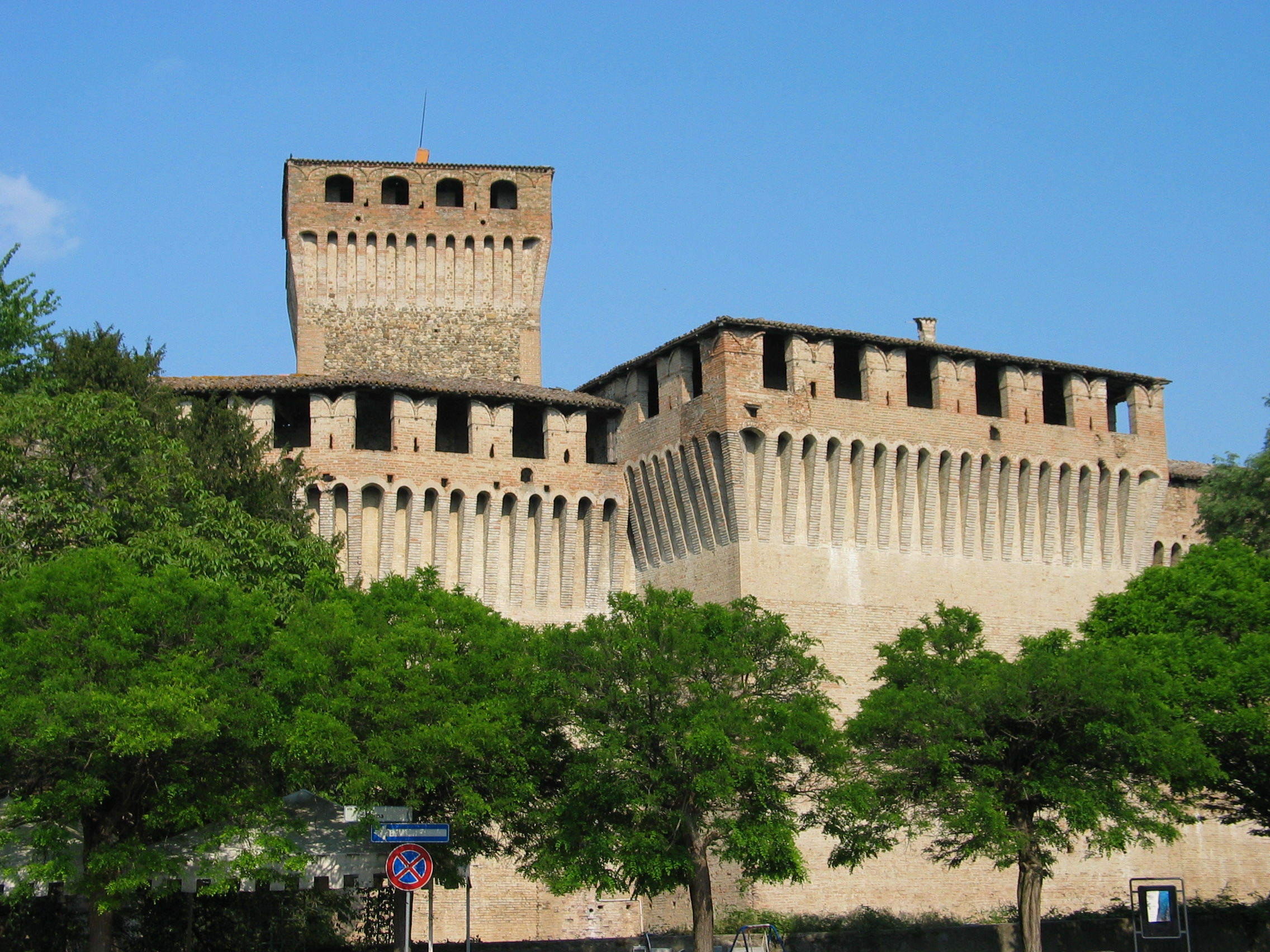
Rocca Torelli a Montechiarugolo.

Barbara fu figlia di Marsilio Torelli e di Paola Secco d'Aragona, figlia a sua volta di Francesco Secco (Caravaggio, 1423 - Vicopisano, 1496), un capitano di ventura che aveva sposato nel 1451 Caterina Gonzaga, figlia naturale del marchese di Mantova Ludovico, venendo così a essere strettamente imparentato con la famiglia mantovana. Il padre Marsilio aveva abbandonato la carriera ecclesiastica nel 1462, alla morte del fratello maggiore Marcantonio, entrando a servizio come capitano della famiglia milanese degli Sforza e prendendosi cura del feudo di Montechiarugolo.
Marsilio e Paola Secco ebbero quattro figli: oltre Barbara, nacquero Cristoforo, Francesco e Orsina. Quest'ultima è la committente dell'affresco della Madonna della Misericordia, rappresentante la Vergine che protegge con il suo mantello i quattro giovani Torelli inginocchiati. Un autore ignoto lo dipinse nel 1483 nella chiesa di San Quintino a Montechiarugolo, come recita la scritta sottostante: «Hoc opus fecit fieri Ursina MCCCCLXXXIII».
Fu forse nel castello paterno che Barbara vide la luce, intorno al 1475, e vi visse per sedici anni; nel loggiato della rocca è infatti tuttora leggibile la scritta: «1491, ottobre: la magnifica madonna Barbara Torella, moliera de messere Ercule Bentivolio, se partì de qui per andare a marito a Pisa».

### Il matrimonio con Ercole Bentivoglio

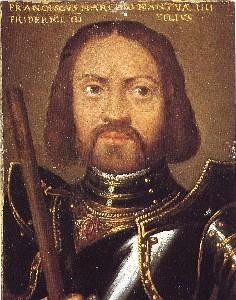
Il marchese Francesco Gonzaga.

Ercole Bentivoglio (1459-1507) era figlio del signore di Bologna, Sante, e di Ginevra Sforza, una figlia illegittima del signore di Pesaro Alessandro Sforza, ed era altresì nipote del nonno materno di Barbara, Francesco Secco; capitano di ventura al soldo dei Fiorentini nella guerra contro Genova, si trovava allora a Pisa.
I due coniugi vissero insieme a Pisa dalla fine del 1491 ai primi del 1494, quando il Bentivoglio partì nuovamente per una guerra proprio contro i Pisani: in quegli anni nacquero le loro due figlie, Costanza e Ginevra. Nell'estate del 1500 Barbara andrà ad abitare a Fermo, in un palazzo ottenuto dal marito, in quel momento al servizio dello Stato pontificio: qui avvenne il dramma che pose fine a un matrimonio che probabilmente non fu mai felice. Il Bentivoglio aveva scoperto i furti commessi da un suo servo il quale, sperando di ottenere clemenza, gli aveva confessato che la moglie cercava di avvelenarlo intanto che lo tradiva con un suo compagno d'arme: la confessione risultò però essere falsa e il servitore fu ucciso dal Bentivoglio, mentre Barbara, già incarcerata dal marito, fu liberata. Tuttavia un reciproco sospetto doveva gravare sui due coniugi - in Ercole, quello di essere tradito, e in Barbara, di poter essere uccisa da un giorno all'altro - così che la Torelli nel giugno del 1501 fuggì a Urbino, rifugiandosi presso la madre.
Fu Silvestro Calandra, castellano di Mantova e segretario dei Gonzaga, che si trovava da un anno a Urbino, ad informare con una lettera del 20 luglio 1501 il marchese Francesco II Gonzaga della vicenda, aggiungendo che il Bentivoglio, in partenza per combattere i Fiorentini, essendosi scusato con la moglie e la madre Paola Secco, chiedeva che Barbara lo seguisse in Toscana: «ma non è parso a madonna Paula de dargela, se in prima non se consulta cum la excellentia vostra». Nella lettera il Calandra sosteneva altresì che più volte il Bentivoglio aveva tentato di far prostituire la moglie: «ne volse far contracto et venderla per mille ducati a uno vescovo, come più diffusamente intenderà la excellentia vostra da la prefata madonna Paula, quale ad questo effecto se parte per venire a Mantua».
Non sorprende pertanto che Barbara non raggiungesse il Bentivoglio in Toscana, ma si mettesse anch'ella in viaggio per Mantova, come Elisabetta Gonzaga avvertiva da Urbino Isabella d'Este il 3 gennaio 1502, pregandola di accogliere con ogni considerazione la Torelli, meritevole «per le virtù e sue bone conditioni», che si accingeva a raggiungere Mantova per soggiornarvi momentaneamente «in un monasterio per cagione de quelle occurrentie sue». Tre giorni dopo Elisabetta accompagnava a Ferrara Lucrezia Borgia, nuova sposa di Alfonso d'Este, e di qui, tornata a Mantova per rendere visita al fratello Francesco, veniva a conoscenza che proprio il fratello di Lucrezia, Cesare, si era impadronito del suo ducato.
Quanto a Barbara Torelli, da Ferrara cercava di farsi restituire la dote di 10.000 fiorini d'oro che era rimasta nelle mani del Bentivoglio il quale, da parte sua, non aveva nessuna intenzione di privarsi di una tale ingente somma e oltre tutto pretendeva che la figlia Costanza, in quel momento ospite della corte di Mantova, lo raggiungesse per andare sposa ad Alessandro Gonzaga, figlio di Giovanni e nipote del marchese Francesco, al quale egli l'aveva promessa. Di fronte a questa richiesta Barbara, raggiunta a Mantova la figlia Costanza, nel febbraio del 1504 la riportò a Ferrara ed entrambe entrarono nel convento del Corpus Domini, non già per condurvi un ritiro spirituale ma per trovarsi al sicuro da eventuali colpi di mano del Bentivoglio. Di qui, infatti, Barbara, con l'appoggio di Lucrezia Borgia, preparò gli accordi per il matrimonio della figlia con Lorenzo Strozzi, figlio di Tito Vespasiano e fratello di quell'Ercole Strozzi, poeta cortigiano degli Estensi, che aveva subito provato nei confronti di Barbara un interesse che andava molto al di là dell'umana simpatia per le sue sventure.
La relazione tra lo Strozzi e la Torelli iniziò probabilmente nel 1504: Ercole era già padre di due figli naturali, Tirinzia e Romano. Da Barbara ebbe il suo terzo figlio, Cesare, nel 1505, lo stesso anno in cui Costanza Bentivoglio sposava Lorenzo Strozzi senza poter portare la dote che il padre rifiutava di concederle, malgrado le sollecitazioni in tal senso che gli Strozzi gli fecero pervenire, tramite un notaio, il 18 gennaio 1506, e malgrado la lettera con la quale, il 1º marzo, Isabella d'Este lo invitava a benedire le nozze della figlia. L'altra figlia di Barbara e di Ercole Bentivoglio, Ginevra, sposerà poco dopo Galeazzo Sforza, fratello di Giovanni, signore di Pesaro.

### Il matrimonio e l'omicidio di Ercole Strozzi

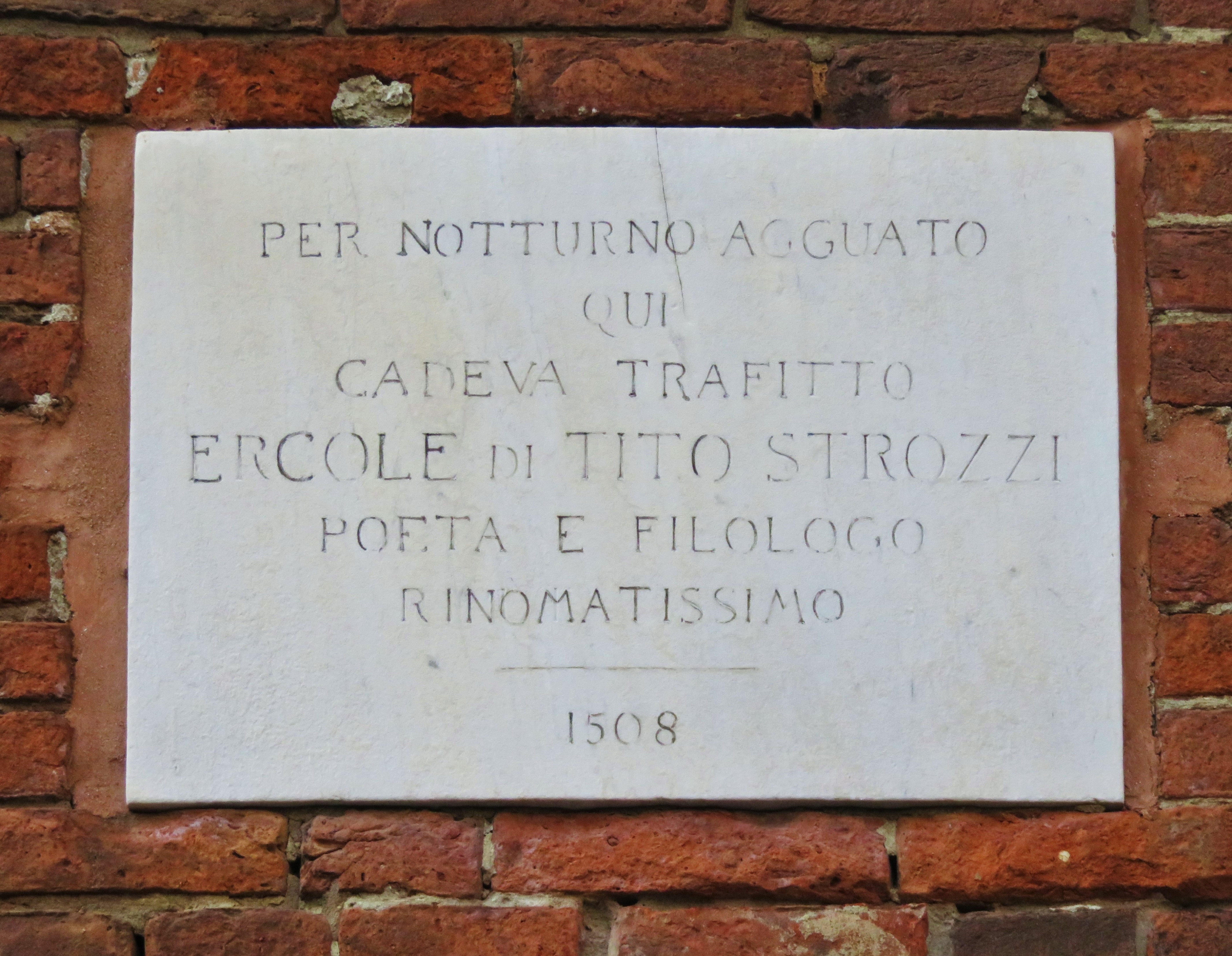
Targa posta a ricordo del delitto di Ercole Strozzi, in via Savonarola a Ferrara.

Ercole Bentivoglio moriva nel giugno del 1507 e Barbara era così libera di sposare Ercole Strozzi. Il matrimonio fu accolto a Ferrara da mormorii di disapprovazione, essendo stato celebrato in settembre, dopo pochi mesi di vedovanza, e avvenuto con colui che in tal modo diveniva il cognato della propria figliastra, creando una dubbia mescolanza di parentele.
Il 24 maggio 1508 Barbara partoriva Giulia Strozzi e tredici giorni dopo, il 6 giugno, Ercole Strozzi veniva selvaggiamente assassinato: il suo cadavere, trafitto da ventidue pugnalate, veniva trovato in strada, sotto quella casa Romei nella quale Lucrezia Borgia fonderà pochi anni dopo il monastero di San Bernardino.
Il delitto, che per la modalità dell'esecuzione dovette essere stato compiuto da più persone, molto probabilmente su commissione, rimase impunito: non essendosi mai conosciuto il mandante, diede adito a numerose supposizioni. Ercole Strozzi non era certamente popolare a Ferrara: aveva rivestito la carica di «giudice dei dodici Savi», il magistrato incaricato di dare esecuzione alle decisioni del governo ferrarese, che aveva imposto in quegli anni pesanti tasse alla cittadinanza.
Altre ipotesi molto popolari furono quelle che ritenevano l'episodio una vendetta di gelosia, in particolare dello stesso duca Alfonso, a causa dell'amicizia fra lo Strozzi e Lucrezia Borgia, o ancora si pensò che Ercole Strozzi facesse da intermediario in una relazione tra il Bembo e Lucrezia, o tra il duca Francesco Gonzaga e Lucrezia, ma anche quest'ultima, a causa della pessima fama che tuttora la circonda, fu naturalmente sospettata dagli storici di aver fatto uccidere lo Strozzi per vendicarsi del tradimento da lui perpetrato sposando la Torelli. Si pensò anche che mandante dell'omicidio potesse essere un Bentivoglio e così i sospetti si indirizzarono sul signore di Sassuolo, Alessandro Pio, in quanto figlio di una Bentivoglio, Eleonora, e oltre tutto sposato con una cugina di Lucrezia, Angela Borgia.

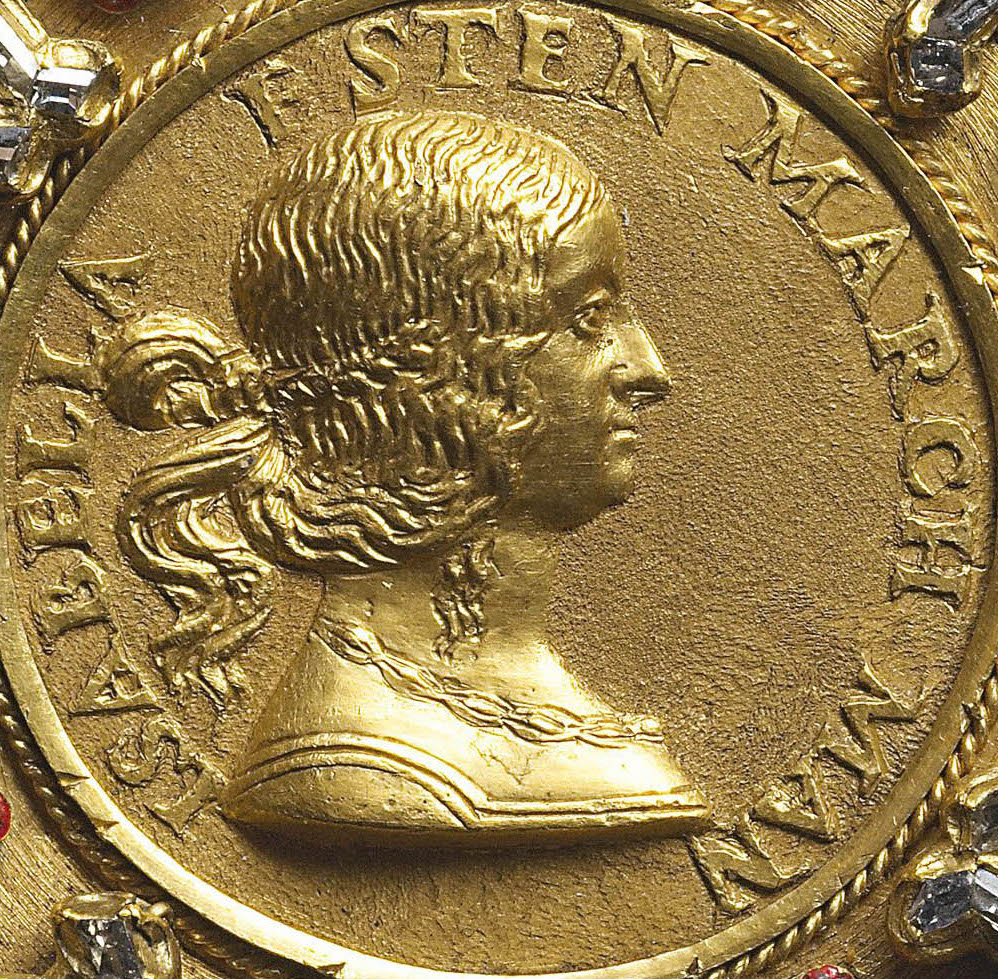
Isabella d'Este.

L'ultima tra tante ipotesi, e probabilmente la più vicina alla realtà, è quella che fu formulata dalla stessa Torelli. Ella così scriveva da Venezia al duca Francesco Gonzaga, padrino della figlia Giulia, il 17 marzo 1509: «Pensava per aver taciuta la mia perversa sorte, ch'el caso mio oribile fusse de compassione e ch'el bastasse, ma ritrovo esser molestata e perseguitata più che mai. Pensava de finire la lite della dotta [dote] mia, la quale è in Rota a Roma, per poter vivere così dolorosamente con questi miserandi figlioli, li quali son 6 e dotarli di qualche virtù, a ciò avesino similitudine al padre. Ora da la fortuna mia non è concesso. Chi me ha tolto il marito, fa perdere il suo alli figlioli e cerca ofenderme in vita e farme perder la dotta, la quale a me pare dificile, se per ragione se ha a vincere».
All'epoca in cui la Torelli scriveva quella lettera, la lite sulla dote vedeva in causa Barbara e la figlia Ginevra che, dopo la morte del padre Ercole Bentivoglio, era divenuta con la sorella Costanza l'erede del patrimonio del Bentivoglio, comprendente anche la dote della Torelli. Poiché questa aveva raggiunto un accordo con la figlia Costanza, il processo in corso a Roma, del quale non si conosce l'esito, vedeva contendere la madre con la figlia Ginevra, dietro la quale non poteva non essere il marito Galeazzo Sforza: così, non sembra essere che lui, colui che Barbara pensa averle «tolto il marito».
Il marito fu sepolto nella chiesa ferrarese di Santa Maria in Vado e Barbara acquistò per sé una tomba adiacente, in cambio di due sue case. Poi, temendo per la propria vita, si trasferì a Venezia con la figlia Giulia. Vi si trattenne almeno fino al 1513, come sappiamo da alcune lettere scritte in quell'anno: Bernardino de' Prosperi, segretario del duca di Ferrara, scriveva il 26 agosto del 1513 a Isabella d'Este di aver «visitato et facto le belle parole cum la magnifica madonna Barbara Torella, secundo vostra signoria me commette», mentre la stessa Torelli aveva il giorno prima ringraziato la marchesa della visita ricevuta, confidandole di desiderare di vivere in qualunque luogo ove «spendere li giorni miei in sua servitù» e firmandosi «humillima et infelise serva Barbara Taurella».

### Gli ultimi anni
Gli ultimi venti anni della vita di Barbara Torelli trascorsero anonimamente: nel 1518 si trovava a Reggio, dove promise in sposa la figlia Giulia al figlio di un notabile del luogo, tale Alberto Gazolo, poi tornò a Ferrara per alcuni anni, mentre dal 1524 al 1529 si trovò ad abitare insieme con il figlio adottivo Cesare a Pisa, dove il 27 settembre 1527 redasse un testamento.

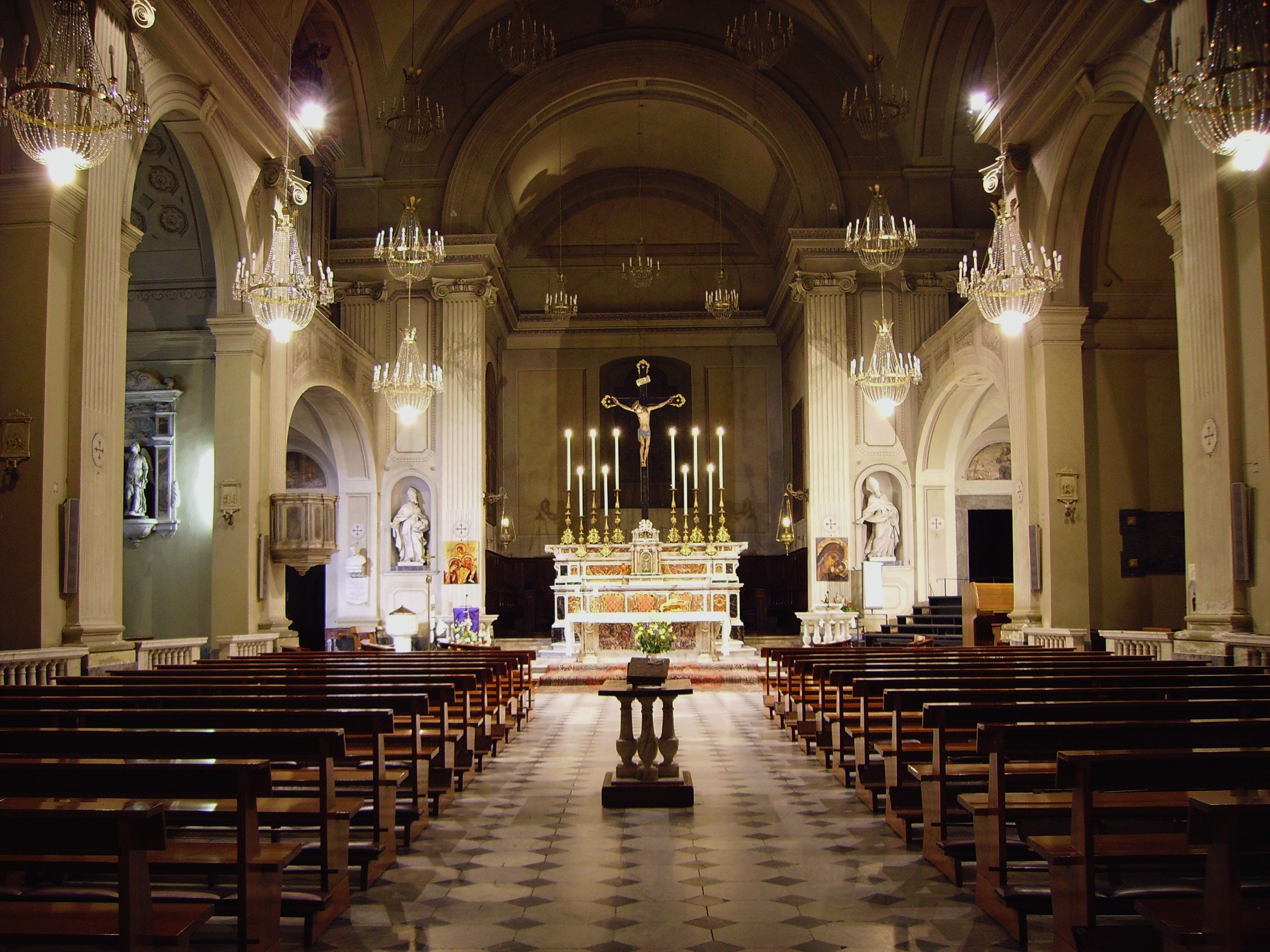
Pisa: interno della chiesa di San Nicola.

Barbara sopravvisse ai suoi figli. Ginevra, rimasta vedova di Galeazzo Sforza, si era risposata con un altro capitano di ventura, Manfredo Pallavicino, che fu ucciso dai francesi nel 1521: ebbe da lui un figlio, Sforza Pallavicino, morì intorno al 1524 e fu sepolta nella basilica di Santa Maria delle Grazie, a Cortemaggiore, accanto alle tombe dei suoi mariti. Anche Costanza, rimasta vedova di Lorenzo Strozzi, si era risposata con un altro condottiero, Filippo Torniello, e morì intorno al 1530. Quanto a Cesare e a Giulia, non essendo ricordati nell'ultimo testamento della madre, è certo che morirono prima del 1533.
In quell'anno Barbara era a Bologna, dove il 7 novembre fece testamento, rogato dal notaio Giovanni Battista Castellani. In esso, nominava suoi eredi Sforza Pallavicino, figlio di Ginevra, Livia Torniello, figlia di Costanza, e la figliastra Tirinzia, figlia di Ercole Strozzi. Concedeva lasciti alle nipoti Ginevra e Camilla Strozzi, suore nel convento bolognese del Corpo di Cristo, dove il testamento fu redatto, e a diverse sue serve, ed esprimeva il desiderio di essere sepolta a Pisa, nella sua cappella sita nella chiesa di San Nicola, dove già riposavano le figlie Costanza e Giulia. Evidentemente, il contratto stipulato con i canonici della chiesa di Santa Maria in Vado, con la quale ella aveva stabilito nel 1509 di essere sepolta a Ferrara, era stato annullato.
La mancanza di ogni altra notizia su Barbara Torelli fa ritenere che sia deceduta poco tempo dopo, forse a Bologna. Della tomba della famiglia Torelli, già esistente nella chiesa di San Nicola a Pisa, che nel 1572 subì profondi rimaneggiamenti, non si è conservata alcuna traccia.

## Il sonetto attribuito
Alla Torelli è stato attribuito un sonetto composto a ricordo della tragica morte del marito Ercole Strozzi:

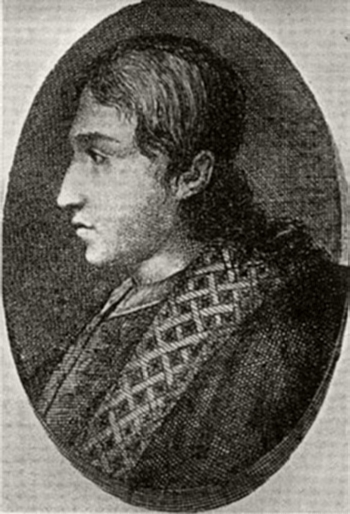
Ercole Strozzi.

Nel 1713 Girolamo Baruffaldi, in una sua raccolta di rime di poeti ferraresi, dedicata a un lontano discendente di Ercole Bentivoglio, il nunzio apostolico in Francia Cornelio Bentivoglio d'Aragona, pubblicò il sonetto, attribuendolo a Barbara Torelli e riportò una breve notizia sulla stessa: «Moglie d'Ercole Strozza e origine della di lui morte, come Donna di rare bellezze e d'alto sapere, e perciò pretesa da molti. Ne' funerali d'Ercole suo marito fatti l'anno 1509 [sic], e descritti da Celio Calcagnini, si legge un suo sonetto».
Luigi Ughi, nel 1804, ripeté sostanzialmente la nota del Baruffaldi: «Di lei abbiamo un sonetto con cui pianse la morte del marito, e che da Celio Calcagnini fu pubblicato nel 1509 unitamente alla descrizione de' funerali al medesimo fatti». In realtà la Oratio tumultuario habita a Coelio Calcagnino in funere Herculis Strozae, fu pubblicata a Venezia nel 1513 e in essa non è inserito nessun sonetto della Torelli.
Il sonetto fu elogiato dal Carducci ma fu attribuito all'Ariosto dal filologo Giulio Bertoni e dal Catalano, che poi tornò ad attribuirlo alla Torelli. Resta tuttavia il fatto che il sonetto fu sconosciuto ai contemporanei i quali, anche quando dichiararono di apprezzare le diverse virtù della Torelli mai le concessero fama di poetessa. In considerazione del fatto che il sonetto fu conosciuto soltanto grazie alla pubblicazione della raccolta del Baruffaldi, esso è ritenuto un falso dello stesso canonico ferrarese. Il filologo Angelo Monteverdi considera che la raccolta del Baruffaldi contenga tutta una serie di sue contraffazioni attribuite a vari personaggi di Ferrara, come un falso del canonico è anche la celebre iscrizione in antico volgare che il Baruffaldi sostenne esistere nel Duomo di Ferrara: «Li mille cento trentacinque nato / fo questo Tempio a Zorzi donato / fo Nicolao Scolptore / e Glielmo fo l'Autore».

## Un'omonima Barbara Torelli
La nostra Barbara Torelli non va confusa con l'omonima letterata Barbara Torelli Benedetti, sua pronipote: uno dei due fratelli di Barbara, Francesco, ebbe per figlio naturale un certo Gaspare che sposò Maddalena Musacchi, una nobile parmigiana, dalla quale ebbe un maschio e tre femmine, tra le quali Barbara, nata il 21 febbraio 1546, sposata al cavaliere Gian Paolo Benedetti.
Questa Barbara visse a Parma, fece parte dell'«Accademia degli Innominati», e viene ricordata per essere autrice della favola pastorale Partenia, della quale riferisce, tra gli altri, anche Saverio Bettinelli: «la Partenia di Barbara Torelli, sorella della famosa Ippolita moglie del conte Baldassarre Castiglione».
Il Bettinelli però confonde due diverse persone: la Ippolita Torelli che sposò il celebre letterato Baldassarre Castiglione nel 1516, ebbe tre figli, Camillo (1517), Anna (1518) e Ippolita (1520), morendo il 14 agosto 1520 nel dare alla luce l'ultima figlia. Non può perciò essere la sorella di Barbara Torelli Benedetti, che nacque nel 1546.
La moglie del Castiglione era in realtà cugina di Barbara Torelli Bentivoglio Strozzi, essendo figlia di Francesca di Giovanni Bentivoglio, il signore di Bologna, e di Guido Torelli, fratello di Marsilio Torelli, padre di Barbara.

## Cinematografia
- Barbara Torelli è stata interpretata al cinema da Pina De Angelis nel film Lucrezia Borgia, diretto nel 1940 da Hans Hinrich.
- Nel documentario Lucrezia Borgia: pretty poison (1997),[37] viene recitato il sonetto della Torelli, giudicato erroneamente un «dono» che la poetessa avrebbe inviato all'amica Lucrezia quando quest'ultima si era vista uccidere il marito Alfonso I d'Este. Com'è noto, invece, Alfonso d'Este sopravvisse alla Borgia.

## Ascendenza
|                      |               |                         | Genitori              |  |  | Nonni |  |  | Bisnonni      |  |  | Trisnonni         |  |
|                      |               |                         |                       |  |  |       |  |  | Guido Torelli |  |  | Marsiglio Torelli |  |
|                      |               |                         |                       |  |  |       |  |  | Guido Torelli |  |  | Marsiglio Torelli |  |
|                      |               | Elena d'Arco            |                       |  |  |       |  |  | Guido Torelli |  |  |                   |  |
| Cristoforo I Torelli |               |                         |                       |  |  |       |  |  | Guido Torelli |  |  |                   |  |
|                      |               | Orsina Visconti         | Antonio Visconti      |  |  |       |  |  |               |  |  |                   |  |
|                      |               | Orsina Visconti         | Antonio Visconti      |  |  |       |  |  |               |  |  |                   |  |
|                      |               | Orsina Visconti         | Anastasia Carcano     |  |  |       |  |  |               |  |  |                   |  |
| Marsilio Torelli     |               | Orsina Visconti         |                       |  |  |       |  |  |               |  |  |                   |  |
|                      |               | Marco I Pio             | Giberto I Pio         |  |  |       |  |  |               |  |  |                   |  |
|                      |               | Marco I Pio             | Giberto I Pio         |  |  |       |  |  |               |  |  |                   |  |
|                      |               | Marco I Pio             | Bianca Casati         |  |  |       |  |  |               |  |  |                   |  |
| Taddea Pio           |               | Marco I Pio             |                       |  |  |       |  |  |               |  |  |                   |  |
|                      |               | Taddea de' Roberti      | Cabrino de' Roberti   |  |  |       |  |  |               |  |  |                   |  |
|                      |               | Taddea de' Roberti      | Cabrino de' Roberti   |  |  |       |  |  |               |  |  |                   |  |
|                      |               | Taddea de' Roberti      | Margherita del Sale   |  |  |       |  |  |               |  |  |                   |  |
| Barbara Torelli      |               | Taddea de' Roberti      |                       |  |  |       |  |  |               |  |  |                   |  |
|                      | Giacomo Secco | Marco Secco             |                       |  |  |       |  |  |               |  |  |                   |  |
|                      | Giacomo Secco | Marco Secco             |                       |  |  |       |  |  |               |  |  |                   |  |
|                      | Giacomo Secco | Lantelmina da Vistarino |                       |  |  |       |  |  |               |  |  |                   |  |
| Francesco Secco      | Giacomo Secco |                         |                       |  |  |       |  |  |               |  |  |                   |  |
|                      |               | Luchina del Cerro       | …                     |  |  |       |  |  |               |  |  |                   |  |
|                      |               | Luchina del Cerro       | …                     |  |  |       |  |  |               |  |  |                   |  |
|                      |               | Luchina del Cerro       | …                     |  |  |       |  |  |               |  |  |                   |  |
| Paola Secco          |               | Luchina del Cerro       |                       |  |  |       |  |  |               |  |  |                   |  |
|                      |               | Ludovico III Gonzaga    | Gianfrancesco Gonzaga |  |  |       |  |  |               |  |  |                   |  |
|                      |               | Ludovico III Gonzaga    | Gianfrancesco Gonzaga |  |  |       |  |  |               |  |  |                   |  |
|                      |               | Ludovico III Gonzaga    | Paola Malatesta       |  |  |       |  |  |               |  |  |                   |  |
| Caterina Gonzaga     |               | Ludovico III Gonzaga    |                       |  |  |       |  |  |               |  |  |                   |  |
|                      |               | …                       | …                     |  |  |       |  |  |               |  |  |                   |  |
|                      |               | …                       | …                     |  |  |       |  |  |               |  |  |                   |  |
|                      |               | …                       | …                     |  |  |       |  |  |               |  |  |                   |  |
|                      |               | …                       |                       |  |  |       |  |  |               |  |  |                   |  |